# Muirgel
Muirgel va ser una dona irlandesa que va ajudar el seu país per que aconseguís lliurar-se d'un potent enemic. Va matar un dels seus caps el 882 dC.
Muirgel era filla d'un important líder a l'Ulster, Maelechlainn. Segons el Chronicon Scotorum, Muirgel va assassinar el fill d'Ausli amb l'ajuda d'Otir, fill d'Eirgni. El fill d'Ausli era un important cap dels seus enemics, els Vikings. Els historiadors posteriors van recordar aquest acte i altres de similars com una mostra de "lleialtat de parents, amics i país.” de les dones
Encara que la majoria de fonts apunten la història de Muirgel com l'assassinat del cap estranger, hi ha algunes que apunten a una versió lleugerament diferent de la seva vida a la que Muirgel podria haver-se casat Iarnkne per tal de crear una aliança entre els dos pobles. Aquesta versió apareix a El Misteri dels Àngels i Diumenge sagnant: La Història de la rebel·lió irlandesa de 1920, dos novel·les de ficció de Joseph Murphy.